# Diocèse de Ciudad Valles
Le diocèse de Ciudad Valles (en latin : Dioecesis Vallipolitana ; en espagnol : Diócesis de Ciudad Valles) est un diocèse de l'Église catholique du Mexique, suffragant de l'archidiocèse de San Luis Potosí.

## Territoire

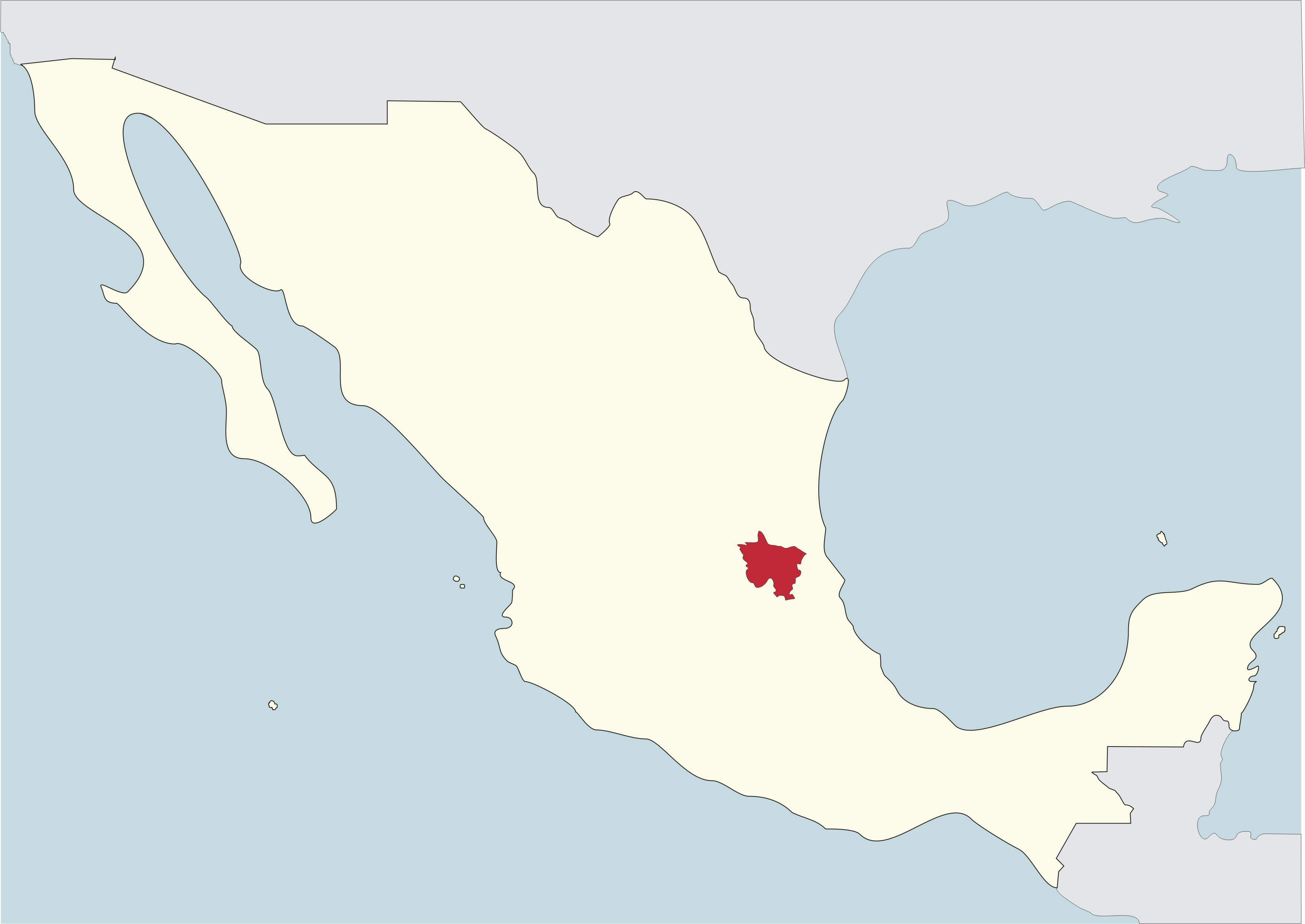
Le diocèse de Ciudad Valles en rouge sur la carte du Mexique

Il comprend les municipalités d'Alaquines, Aquismón, Axtla de Terrazas, Cárdenas, Ciudad Valles, Coxcatlán, Ébano, El Naranjo, Huehuetlán, Lagunillas, Matlapa, Rayón, San Antonio, San Martín Chalchicuautla, San Vicente Tancuayalab, Santa Caterina, Tamasopo, Tamazunchale, Tampacán, Tampamolón Corona, Tamuín, Tancanhuitz, Tanlajás, Tanquián de Escobedo et Xilitla de l'État de San Luis Potosí.
Il possède un territoire d'une superficie de 14 599 km2 divisé en 54 paroisses. Le siège épiscopal est dans la ville de Ciudad Valles où se trouve la cathédrale de Notre-Dame-de-Guadalupe.

## Historique
Le diocèse est érigé le 27 novembre 1960 par la constitution apostolique Cum rectus rerum du pape Jean XXIII en prenant une partie du territoire des diocèses de Huejutla et de San Luis Potosí (aujourd'hui archidiocèse de San Luis Potosí).
Il cède une portion de territoire le 28 mai 1997 pour l'érection du diocèse de Matehuala.
Nommé suffragant de l'archidiocèse de Monterrey lors de sa création, il intègre la province ecclésiastique de San Luis Potosí le 25 novembre 2006.

## Évêques
- Carlos Quintero Arce (20 mars 1961 - 3 mars 1966), nommé archevêque coadjuteur de Hermosillo
- Alfonso Reyes Ramos (29 novembre 1966 - 26 juillet 1969)
- José Melgoza Osorio (18 mai 1970 - 5 février 1979), nommé évêque de Nezahualcóyotl
- Juvencio González Álvarez (8 janvier 1980 - 8 juillet 1994)
- José Guadalupe Galván Galindo (8 juillet 1994 - 12 octobre 2000), nommé évêque de Torreón
- Roberto Octavio Balmori Cinta, M.J (5 avril 2002 - 19 mars 2020)
- Roberto Yenny García, depuis le 19 mars 2020